# Hel van het Mergelland 1999
L'Hel van het Mergelland 1999, ventisettesima edizione della corsa, si svolse il 10 aprile su un percorso con partenza e arrivo a Eijsden. Fu vinto per il terzo anno consecutivo dall'olandese Raymond Meijs della squadra Team Cologne davanti al belga Michel Vanhaecke e al tedesco Ralf Grabsch.

## Ordine d'arrivo (Top 10)
| Pos. | Corridore         | Squadra                  | Tempo    |
| ---- | ----------------- | ------------------------ | -------- |
| 1    | Raymond Meijs     | Team Cologne             | 4h30'13" |
| 2    | Michel Vanhaecke  | Tonissteiner-Colnago     | a 10"    |
| 3    | Ralf Grabsch      | Team Deutsche Telekom    | a 12"    |
| 4    | Davy Delme        | Tonissteiner-Colnago     | a 1'33"  |
| 5    | Christian Wegmann | Die Continentale-Olympia | s.t.     |
| 6    | Thorwald Veneberg |                          | s.t.     |
| 7    | Davy Dubbeldam    | Team Cologne             | s.t.     |
| 8    | Edwin Dunning     | Axa Cycling Team         | a 1'39"  |
| 9    | Bert Roesems      | Tonissteiner-Colnago     | a 1'48"  |
| 10   | Ronald Mutsaars   |                          | s.t.     |